# Майск (Башкортостан)
Майск (баш. Майск) — деревня в Татышлинском районе Республики Башкортостан Российской Федерации. Входит в состав Новотатышлинского сельсовета. 

## География

### Географическое положение
Расстояние до:
- районного центра (Верхние Татышлы): 15 км,
- центра сельсовета (Новые Татышлы): 5 км,
- ближайшей ж/д станции (Куеда): 40 км.

## Население
| 2002 | 2009 | 2010 |
| ---- | ---- | ---- |
| 96   | ↘80  | ↘76  |

Национальный состав
Согласно переписи 2002 года, преобладающая национальность — удмурты (97 %).